# Fenevad (Odaát)
A Fenevad (Wendigo) az Odaát című televíziós sorozat első évadának második epizódja.

## Cselekmény
Apjuk naplója alapján a Winchester fivérek Colorado erdősségeibe utaznak, hogy utánajárjanak rejtélyes sorozatos eltűnéseknek, melyeknek áldozatai az erdőben táborozó turisták. 
A helyszínen a fiúk erdészeknek adják ki magukat, így sikerül beszélniük az egyik eltűnt fiú, Ben nővérével, Haley-vel, illetve öccsével, Tommy-val. Haley megmutat nekik egy felvételt, mely közvetlenül Benék eltűnése előtt készült; a videón a fiú látható, ám Sam felfedez mögötte egy árnyképet, ami a sátor előtt sietve suhan el. A nyomok a vérszomjas Wendigora utalnak, mely az ősi hiedelem szerint valaha ember volt, ám kannibalizmus útján veszedelmes szörnyeteggé változott. Dean és Sam ellátogatnak egy környékbeli idősödő férfihez is, aki elmeséli nekik, hogy kiskorában egy ismeretlen lény végzett szüleivel egy erdei házban, ami Winchesterék szerint valóban Wendigo lehetett, a hatóságok azonban grizzlymedvetámadásként könyvelték el.
Kiderül, hogy Haley és Tommy egy vadász, Roy kíséretében az erdőbe indulnak, hogy megkeressék a három eltűnt fiút, ezért a fivérek is csatlakoznak hozzájuk, ám mikor Haley kétségbe vonja a fiúk erdész kilétét, Dean kénytelen felfedni előtte az igazságot. A csapat még aznap megtalálja a hátrahagyott holmikat és sátrakat, melyeket valami teljesen szétmarcangolt. A testvérek javaslatára mindannyian itt táboroznak le éjszakára, védelemként pedig Dean húz egy mágikus kört, melyen a gonosz erők állítása szerint nem képesek áthatolni. Hatalmas sikoltás töri meg a csendet, a Winchesterékkel ellenségesen viselkedő Roy pedig a hang irányába kezd rohanni, majd eltűnik. Deanék másnap találnak rá a holttestére, eltört nyakkal. 
A négy fiatal ennek ellenére tovább folytatja a kutatást, így végül ráakadnak a Wendigo barlangjára, azon belül pedig az eltűntekre, melyek közül már csupán Ben él. Míg Haley és Tommy kimenekítik testvérüket, Dean és Sam feltartják a megjelenő gyilkos lényt, majd kemény harc után egy rakétapisztollyal sikerül megsemmisíteniük azt. 
A történtek az újságokban -nem meglepő módon- grizzlytámadásnak tűnnek fel. Haley-ék köszönetet mondanak Deanéknek, akik ezek után a Chevroletbe pattannak, és folytatják útjukat eltűnt öregük után...

## Természetfeletti lények

### Wendigo
Lásd még: Wendigo
A Wendigok ősi teremtmények, melyek a hiedelem szerint egykor emberek voltak, kiknek mikor a hideg télen nem volt ennivalójuk, egymást falták fel. A legenda szerint ahány embert megettek, azok képességei mind a Wendigoba szálltak, míg végül mind külsőleg, mind belsőleg egy állatra kezdtek hasonlítani. Eme lény élete a területek bebarangolásáról és hatalmas éhsége csillapításáról szól, melyet csakis az emberi hús elégíthet ki.
A Wendigot több néven is emlegetik -Wendigo, Witigo, Witiko- ám mindegyik szó emberevő szellemet jelent. 1860-ban egy német felfedező találkozott ezzel a gonosztevővel, és nevét kannibálra fordította le. A második évezredben a teremtmény Kanada és Minnesota erdősségeiben bukkant fel. A Wendigo 2-3 méter magas, bőrük sárgásszürke, éles karmai vannak, szemei mintha izzanának, és az emberi hangot is tudja utánozni. Elpusztítani többnyire felégetéssel lehet.

## Időpontok és helyszínek
- 2005. november 10-12. – Fekete víz hátság, Lost Creek, Colorado

## Zenék
- Dave Matthew's Band – Out of My Hands
- Foreigner – Hot Blooded
- Lynyrd Skynyrd – Down South Jukin'
- Rush – Fly By Night

## Külső hivatkozások
- Fenevad az Internet Movie Database-ben (angolul)
- Fenevad a Box Office Mojón (angolul)